# Antiblemma discobola
Antiblemma discobola là một loài bướm đêm trong họ Erebidae.